# Ночь в музее 2
«Ночь в музее 2» (англ. Night at the Museum: Battle of the Smithsonian — «Ночь в музее: Битва при Сми́тсоне») — американская приключенческий фильм комедия режиссёра Шона Леви, продолжение фильма «Ночь в музее» (2006). Главные роли сыграли Бен Стиллер, Эми Адамс, Робин Уильямс, Оуэн Уилсон, Стив Куган и Хэнк Азариа.
Мировая премьера фильма состоялась 20 мая 2009 года, премьера в России — 21 мая 2009 года.

## Сюжет

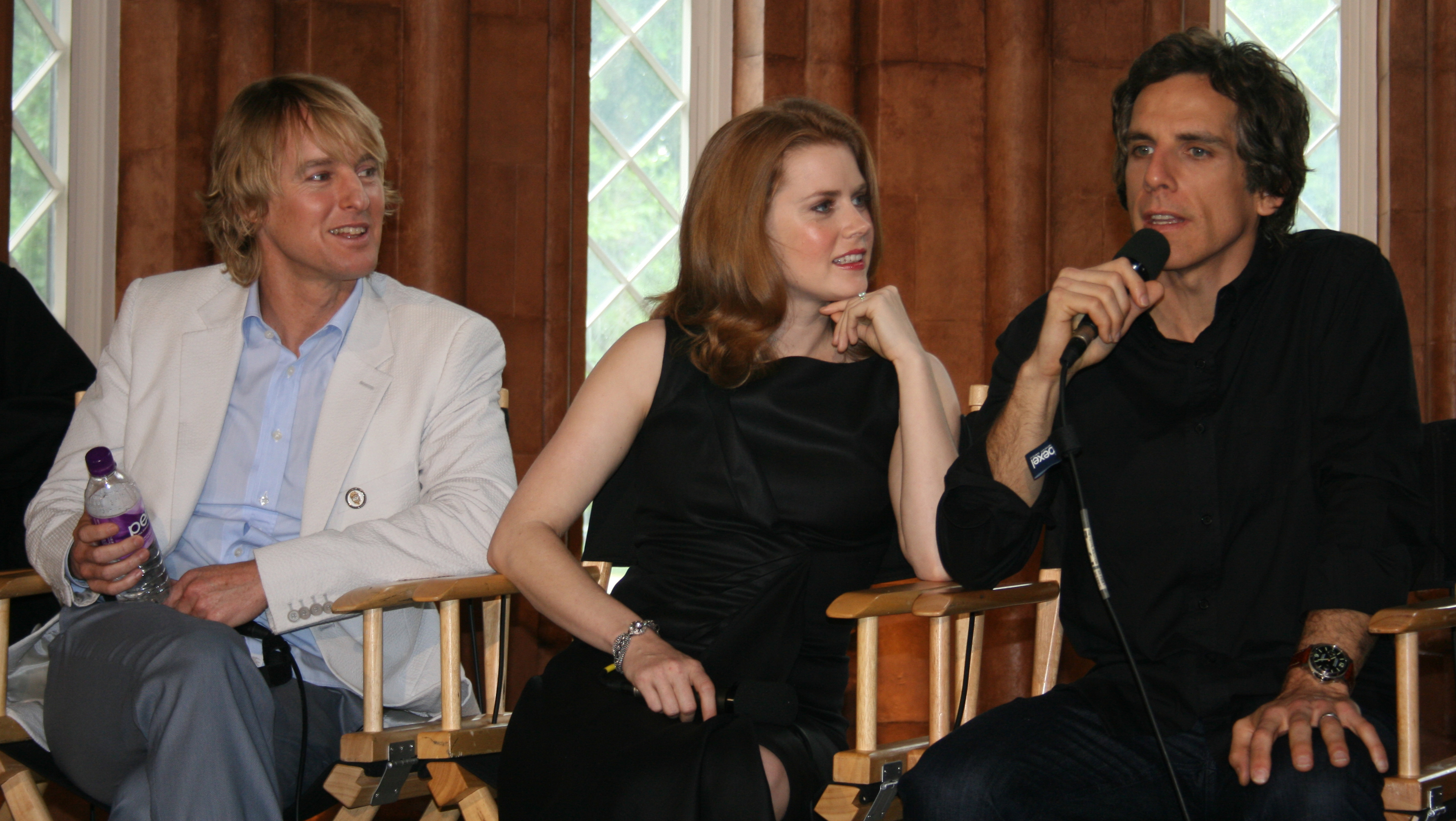
Оуэн Уилсон, Эми Адамс и Бен Стиллер на промоушене фильма

Бывший ночной охранник Музея естественной истории Ларри Дэйли стал преуспевающим бизнесменом, у которого своя фирма, производящая и продающая различные необычные бытовые приборы (светящийся в темноте фонарик, нетеряющееся кольцо для ключей и т. п.). У Ларри намечается крупная сделка с «Wal-Mart», поэтому для лучшей сосредоточенности он едет на свою старую работу, где обнаруживает, что музей находится на реконструкции, а его экспонатных друзей собираются отправить на хранение в Федеральный архив в Смитсоновский институт.
Во время перевозки Декстер (чучело обезьяны-капуцина) крадёт волшебную пластину, которая может «оживлять» экспонаты. Эта пластина оживляет все экспонаты в хранилище Федерального архива, в том числе и злобного фараона Камунра (англ. Kahmunrah), старшего брата фараона Ахкменра (англ. Ahkmenrah), который мечтает заполучить пластину, так как она оказывается ключом к воротам в мир мёртвых. Камунра формирует себе банду из Ивана Грозного, Наполеона Бонапарта и молодого Аль Капоне с их подручными — стрельцами, гвардейцами и бандитами, при этом не взяв в банду Оскара из «Улицы Сезам» и Дарта Вейдера.
Ларри отправляется в Вашингтон, чтобы спасти своих экспонатных друзей от смертельной опасности. Там он встречает восковую фигуру лётчицы Амелии Эрхарт, которая любит приключения и стремится помочь Ларри спасти своих друзей.
Оказывается, что под действием пластины оживают не только статуи, восковые фигуры и чучела животных и птиц, но даже картины и фотографии (в которые можно зайти, как в дверь), абстрактные скульптуры, мобили и даже стоящие на вечном приколе самолёты в Музее авиации.
Но на помощь Ларри и его друзьям приходит 26-й Президент США — Теодор Рузвельт, а также многие другие обитатели Смитсоновского института.

## В ролях
| Актёр           | Роль                                  |
| --------------- | ------------------------------------- |
| Бен Стиллер     | Ларри Дэйли                           |
| Эми Адамс       | Амелия Эрхарт / Tecc                  |
| Хэнк Азариа     | Камунра / Мыслитель / Авраам Линкольн |
| Робин Уильямс   | Теодор Рузвельт                       |
| Оуэн Уилсон     | Джедидайя                             |
| Стив Куган      | Гай Октавий                           |
| Кристофер Гест  | Иван Грозный                          |
| Ален Шаба       | Наполеон Бонапарт                     |
| Джон Бернтал    | молодой Аль Капоне                    |
| Рики Джервейс   | доктор Макфи                          |
| Билл Хэйдер     | Джордж Армстронг Кастер               |
| Патрик Галлахер | Аттила                                |
| Томас Морли     | Дарт Вейдер                           |
| Кэролл Спинни   | Оскар                                 |
| Джейк Черри     | Ник Дэйли                             |
| Рами Малек      | Акменра                               |
| Мицуо Пек       | Сакагавея                             |
| Джей Барушель   | моряк Джои Моторола                   |
| Брэд Гаррет     | Моаи (голос)                          |
| Братья Джонаc   | Купидоны                              |
| Юджин Леви      | Альберт Эйнштейн (голос)              |
| Джордж Форман   | камео                                 |
| Кит Пауэлл      | 1-й пилот из Таскиги                  |
| Крэйг Робинсон  | 2-й пилот из Таскиги                  |
| Эд Хелмс        | ассистент Ларри Дэйли                 |
| Томас Леннон    | Уилбер Райт                           |
| Бен Гарант      | Орвилл Райт                           |
| Джона Хилл      | Брандон                               |
| Клифтон Мюррэй  | целующийся моряк на фотографии        |
| Альберта Мэйн   | целующаяся медсестра на фотографии    |

## Награды и номинации
| Год  | Награда           | Категория              | Получатель     | Результат |
| ---- | ----------------- | ---------------------- | -------------- | --------- |
| 2009 | Teen Choice Award | Choice Movie Comedy    | Ночь в музее 2 | Победа    |
| 2010 | MTV Movie Award   | Лучшая комедийная роль | Бен Стиллер    | Номинация |

## Видеоигра
Релиз игры, основанной на этом фильме, состоялся 5 мая 2009 года.
Фильм в основном снимали в Ванкувере, а некоторые сцены снимали в самом Смитсоновском институте в Вашингтоне.

## Продолжение
Кинокомпания 20th Century Fox, после успешного проката фильмов «Ночь в музее» и «Ночь в музее 2» (сборы в мировом прокате составили около 1 000 000 000 долларов), 27 января 2014 года запустила в производство новый, третий фильм, а 17 декабря 2015 года фильм вышел в мировой прокат под названием «Ночь в музее: Секрет гробницы».